# Temporada 1987-88 de los Milwaukee Bucks
La temporada 1987-88 fue la vigésima de los Milwaukee Bucks en la NBA. La temporada regular acabó con 42 victorias y 40 derrotas, ocupando el quinto puesto de la Conferencia Este, clasificándose para los playoffs, en los que cayeron en la primera ronda ante los Atlanta Hawks.

## Elecciones en elDraft
| Ronda | Puesto | Jugador         | Posición  | Nacionalidad   | Universidad    |
| ----- | ------ | --------------- | --------- | -------------- | -------------- |
| 2     | 32     | Bob McCann      | Ala-Pívot | Estados Unidos | Morehead State |
| 2     | 40     | Winston Garland | Base      | Estados Unidos | Missouri State |

## Temporada regular
| División Central      | División Central | División Central | División Central | División Central | División Central | División Central | División Central | División Central |
| Equipo                | G                | P                | %                | PD               | Casa             | Fuera            | Div              |                  |
| --------------------- | ---------------- | ---------------- | ---------------- | ---------------- | ---------------- | ---------------- | ---------------- | ---------------- |
| y-Detroit Pistons     | 54               | 28               | .659             | –                | 34–7             | 20–21            | 20–10            |                  |
| x-Chicago Bulls       | 50               | 32               | .610             | 4                | 30–11            | 20–21            | 16–13            |                  |
| x-Atlanta Hawks       | 50               | 32               | .610             | 4                | 30-11            | 20-21            | 16–13            |                  |
| x-Milwaukee Bucks     | 42               | 40               | .512             | 12               | 30–11            | 12–29            | 13–17            |                  |
| x-Cleveland Cavaliers | 42               | 40               | .512             | 12               | 31–10            | 11–30            | 11–19            |                  |
| Indiana Pacers        | 38               | 44               | .463             | 16               | 25–16            | 13–28            | 13–17            |                  |

## Playoffs

### Primera ronda
Atlanta Hawks  vs. Milwaukee Bucks
| Fecha       | Partido                                | Ciudad    |
| ----------- | -------------------------------------- | --------- |
| 29 de abril | Atlanta Hawks 110, Milwaukee Bucks 107 | Atlanta   |
| 1 de mayo   | Atlanta Hawks 104, Milwaukee Bucks 97  | Atlanta   |
| 4 de mayo   | Milwaukee Bucks 123, Atlanta Hawks 115 | Milwaukee |
| 6 de mayo   | Milwaukee Bucks 105, Atlanta Hawks 99  | Milwaukee |
| 8 de mayo   | Atlanta Hawks 121, Milwaukee Bucks 111 | Atlanta   |
|             | Atlanta Hawks gana las series 3-2      |           |

## Estadísticas
| Rk | Jugador           | Edad | P  | PT | MP   | TC  | TCI  | %TC  | T3  | T3I | %T3  | TL  | TLI | %TL   | RO  | RD  | RT  | AS  | RB  | TAP | BP  | FP  | PTS  |
| -- | ----------------- | ---- | -- | -- | ---- | --- | ---- | ---- | --- | --- | ---- | --- | --- | ----- | --- | --- | --- | --- | --- | --- | --- | --- | ---- |
| 1  | Jack Sikma        | 32   | 82 | 82 | 35.6 | 6.3 | 12.9 | .486 | 0.0 | 0.2 | .214 | 3.9 | 4.2 | .922  | 2.4 | 6.3 | 8.6 | 3.4 | 1.1 | 1.0 | 1.9 | 3.9 | 16.5 |
| 2  | Terry Cummings    | 26   | 76 | 76 | 34.6 | 8.9 | 18.3 | .485 | 0.0 | 0.0 | .333 | 3.6 | 5.3 | .665  | 2.4 | 4.9 | 7.3 | 2.4 | 1.0 | 0.6 | 2.2 | 3.6 | 21.3 |
| 3  | Paul Pressey      | 29   | 75 | 75 | 33.1 | 4.6 | 9.4  | .491 | 0.1 | 0.5 | .205 | 3.8 | 4.8 | .798  | 1.7 | 3.3 | 5.0 | 7.0 | 1.5 | 0.5 | 2.6 | 3.1 | 13.1 |
| 4  | Randy Breuer      | 27   | 81 | 73 | 27.9 | 4.8 | 9.7  | .495 | 0.0 | 0.0 |      | 2.3 | 3.5 | .657  | 2.4 | 4.4 | 6.8 | 1.3 | 0.6 | 1.3 | 1.3 | 2.4 | 12.0 |
| 5  | Ricky Pierce      | 28   | 37 | 0  | 26.1 | 6.7 | 13.1 | .510 | 0.1 | 0.4 | .214 | 2.9 | 3.3 | .877  | 0.8 | 1.4 | 2.2 | 2.0 | 0.6 | 0.2 | 1.5 | 2.5 | 16.4 |
| 6  | Sidney Moncrief   | 30   | 56 | 51 | 25.5 | 3.9 | 7.9  | .489 | 0.1 | 0.6 | .161 | 2.9 | 3.5 | .837  | 1.0 | 2.2 | 3.2 | 3.6 | 0.7 | 0.3 | 1.5 | 1.9 | 10.8 |
| 7  | Craig Hodges      | 27   | 43 | 0  | 22.9 | 3.6 | 8.0  | .449 | 1.3 | 2.7 | .466 | 0.7 | 0.9 | .821  | 0.3 | 0.8 | 1.1 | 2.5 | 0.7 | 0.0 | 1.1 | 1.9 | 9.2  |
| 8  | John Lucas        | 34   | 81 | 22 | 21.8 | 3.5 | 7.8  | .445 | 0.6 | 1.9 | .338 | 1.6 | 2.0 | .802  | 0.4 | 1.6 | 2.0 | 4.8 | 1.1 | 0.0 | 1.5 | 1.3 | 9.2  |
| 9  | Larry Krystkowiak | 23   | 50 | 7  | 21.0 | 2.6 | 5.3  | .481 | 0.0 | 0.1 | .000 | 2.1 | 2.5 | .811  | 1.8 | 2.9 | 4.6 | 1.0 | 0.4 | 0.2 | 1.1 | 2.7 | 7.2  |
| 10 | Jerry Reynolds    | 25   | 62 | 21 | 18.7 | 3.0 | 6.8  | .449 | 0.0 | 0.1 | .429 | 1.9 | 2.5 | .773  | 1.1 | 1.5 | 2.6 | 1.7 | 1.2 | 0.5 | 1.7 | 1.6 | 8.0  |
| 11 | Paul Mokeski      | 31   | 60 | 0  | 14.1 | 1.7 | 3.5  | .476 | 0.0 | 0.1 | .000 | 0.9 | 1.2 | .708  | 1.2 | 2.5 | 3.7 | 0.4 | 0.5 | 0.5 | 0.8 | 3.2 | 4.2  |
| 12 | Jay Humphries     | 25   | 18 | 0  | 14.0 | 1.1 | 3.0  | .370 | 0.0 | 0.1 | .000 | 0.5 | 0.8 | .643  | 0.3 | 1.0 | 1.3 | 2.3 | 1.1 | 0.1 | 1.1 | 1.3 | 2.7  |
| 13 | Pace Mannion      | 27   | 35 | 1  | 13.6 | 1.4 | 3.4  | .407 | 0.1 | 0.3 | .167 | 0.7 | 1.1 | .676  | 0.5 | 1.0 | 1.5 | 1.6 | 0.4 | 0.2 | 0.7 | 1.5 | 3.5  |
| 14 | Dave Hoppen       | 23   | 3  | 0  | 11.7 | 1.3 | 3.7  | .364 | 0.0 | 0.0 |      | 1.0 | 1.0 | 1.000 | 1.3 | 1.0 | 2.3 | 0.7 | 0.0 | 0.0 | 0.7 | 1.0 | 3.7  |
| 15 | Conner Henry      | 24   | 14 | 2  | 10.4 | 0.9 | 2.9  | .317 | 0.1 | 0.4 | .333 | 0.3 | 0.5 | .571  | 0.4 | 1.0 | 1.4 | 2.1 | 0.3 | 0.1 | 1.0 | 0.8 | 2.3  |
| 16 | Charles Davis     | 29   | 5  | 0  | 7.8  | 1.2 | 3.6  | .333 | 0.0 | 0.4 | .000 | 0.0 | 0.0 |       | 0.2 | 0.4 | 0.6 | 0.6 | 0.4 | 0.2 | 1.0 | 0.8 | 2.4  |
| 17 | John Stroeder     | 29   | 41 | 0  | 6.6  | 0.7 | 1.9  | .367 | 0.0 | 0.0 | .000 | 0.5 | 0.7 | .667  | 0.6 | 1.1 | 1.7 | 0.5 | 0.1 | 0.3 | 0.6 | 1.2 | 1.9  |
| 18 | Rickie Winslow    | 23   | 7  | 0  | 6.4  | 0.4 | 1.9  | .231 | 0.0 | 0.1 | .000 | 0.1 | 0.3 | .500  | 0.4 | 0.6 | 1.0 | 0.3 | 0.1 | 0.0 | 0.6 | 1.3 | 1.0  |
| 19 | Andre Moore       | 23   | 3  | 0  | 5.3  | 0.7 | 1.0  | .667 | 0.0 | 0.0 |      | 0.0 | 0.7 | .000  | 0.3 | 0.3 | 0.7 | 0.3 | 0.0 | 0.0 | 0.3 | 0.7 | 1.3  |
| 20 | Dudley Bradley    | 30   | 2  | 0  | 2.5  | 0.0 | 0.5  | .000 | 0.0 | 0.5 | .000 | 0.0 | 0.0 |       | 0.0 | 0.5 | 0.5 | 0.5 | 0.0 | 0.0 | 0.0 | 1.0 | 0.0  |